# Hjalmar Klemming
Hjalmar Klemming, född 24 september 1915 i Adolf Fredriks församling, Stockholm, död 11 juli 1994, var en svensk arkitekt. Som chefsarkitekt för Svenska Bostäder präglade hans arkitektur flera av Stockholms nya förorter som uppstod under efterkrigstiden. Hjalmar Klemming var son till jugendarkitekten Wilhelm Klemming och kusin med Frej Klemming.

## Biografi
Efter skoltid vid bland annat Lundsbergs internatskola kom Hjalmar Klemming in på arkitekturlinjen på Kungliga Tekniska högskolan (KTH), där han fick Gunnar Asplund som lärare. Som nyexaminerad arkitekt började han praktisera på välkända arkitektkontor i Stockholm, bland dem Gunnar Asplund, Backström & Reinius, Stig Ancker, Bengt Gate och Sten Lindegren. Genom Sten Lindegren fick han erbjudande att bygga upp och bli chef över Svenska Bostäders arkitektkontor.
Bland de första uppdragen fanns den nya stockholmsförorten Kärrtorp. Både centrumanläggningen och den största delen av bostadsbebyggelsen uppfördes efter hans ritningar. Klemming var mycket nöjd med resultatet och flyttade med familjen till Kärrtorp och bosatte sig på tolfte våningen i ett av höghusen.
Kärrtorp såg han som en "förövning" för efterkrigstidens största förortsprojekt; ABC-staden Vällingby i västra Stockholm. Han ritade i stort sett allt som Svenska Bostäder byggde i Vällingby, det vill säga merparten av alla bostäder, samtidigt som han var samordnande arkitekt för hela Vällingbyprojektet. Efter Vällingby följde den närbelägna förorten Grimsta.
År 1954 startade han en egen arkitektverksamhet, Klemming & Thelaus tillsammans med arkitektkollegan från Svenska bostäder, Erik Thelaus. Tillsammans med Thelaus ritade kontoret bland annat Hotel Continental (1962, rivet 2013) mittemot Stockholms centralstation, studentbostadshuset Jerum (1959–1961) vid Gärdet i Stockholm, Frölunda torg (klart 1966) i Göteborg och Sköndals centrum i södra Stockholm (klart 1969). Samarbetet med Thelaus varade till 1967.

## Bilder

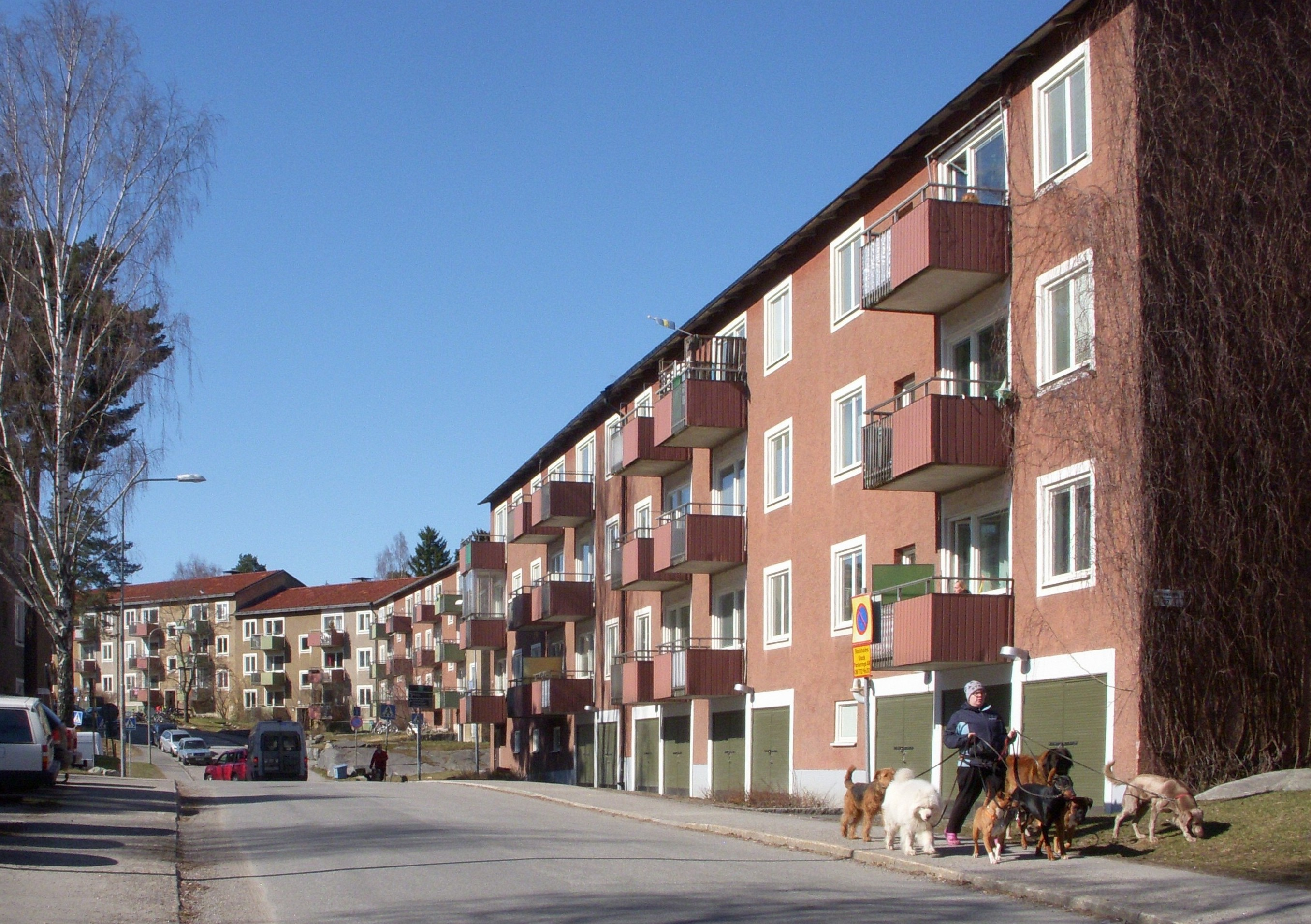
Bostadshus i Kärrtorp, södra Stockholm.
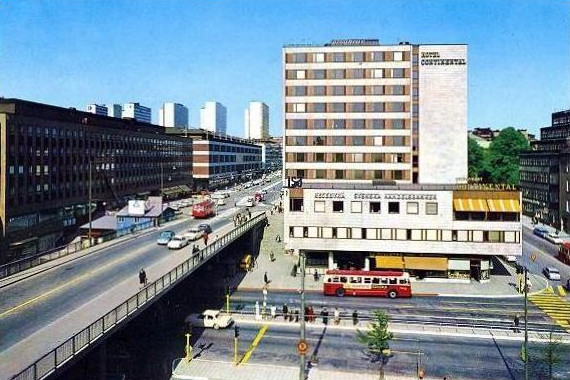
Hotel Continental, foto från ca 1965
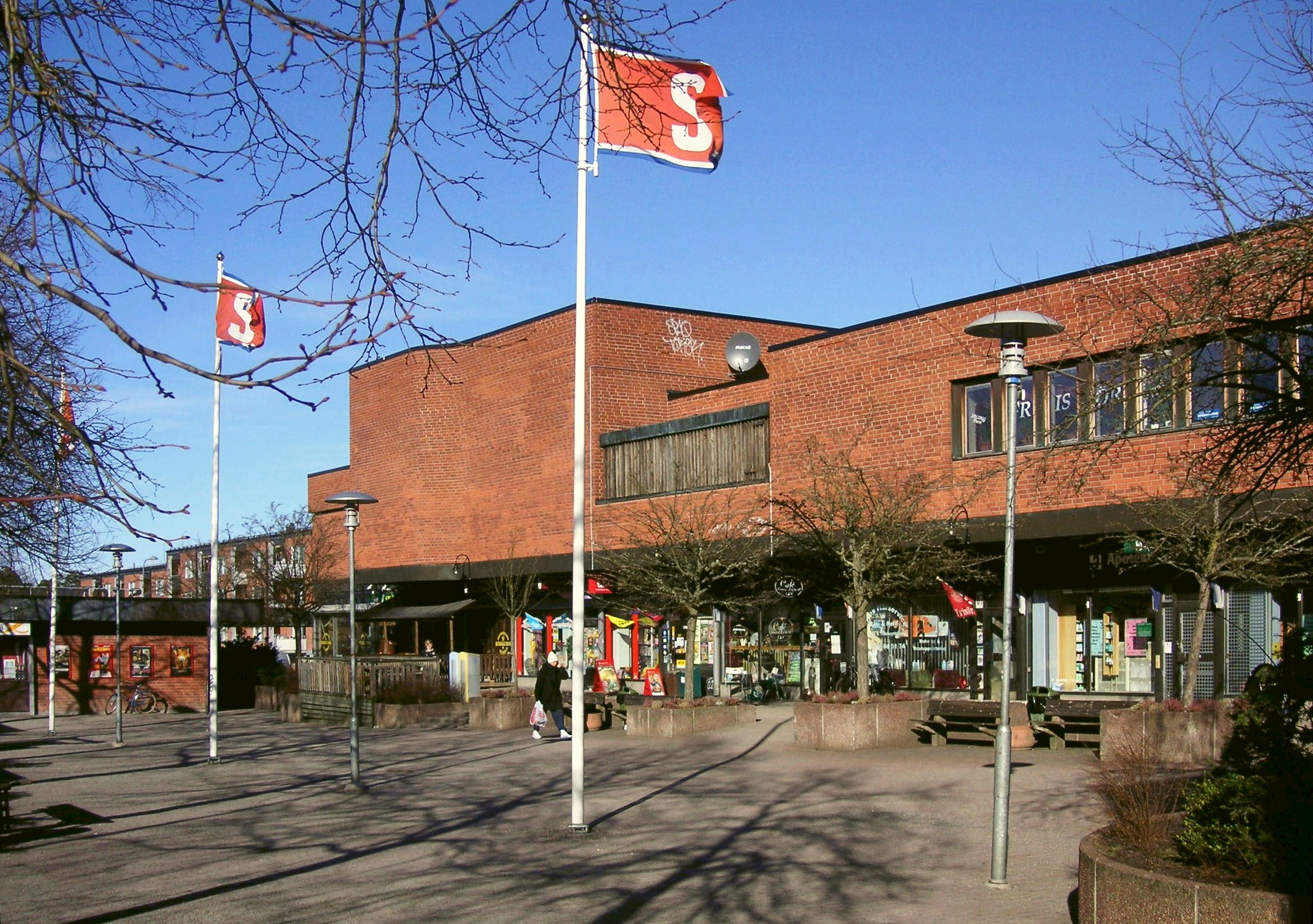
Sköndals centrum
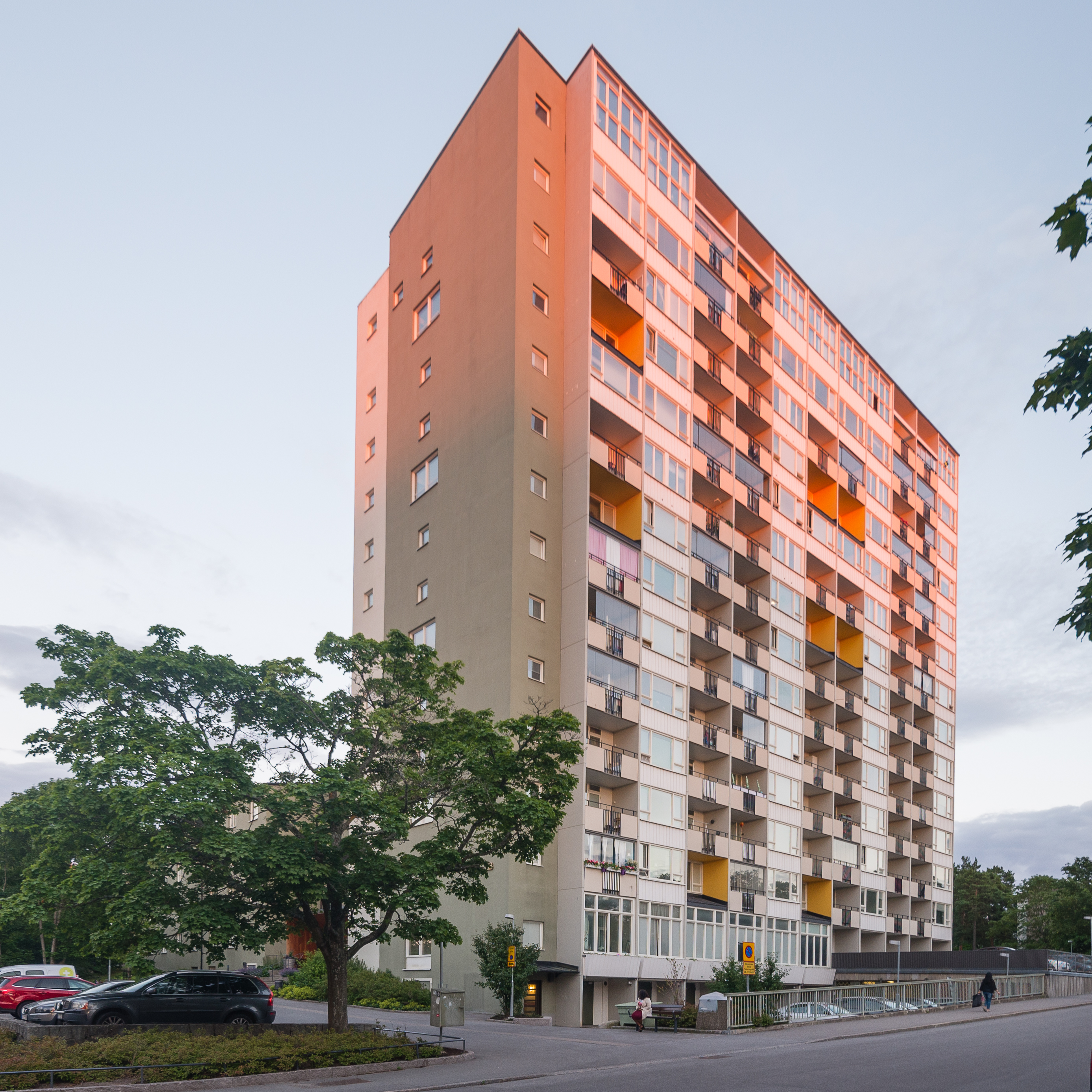
Hässelby ungdomshotell
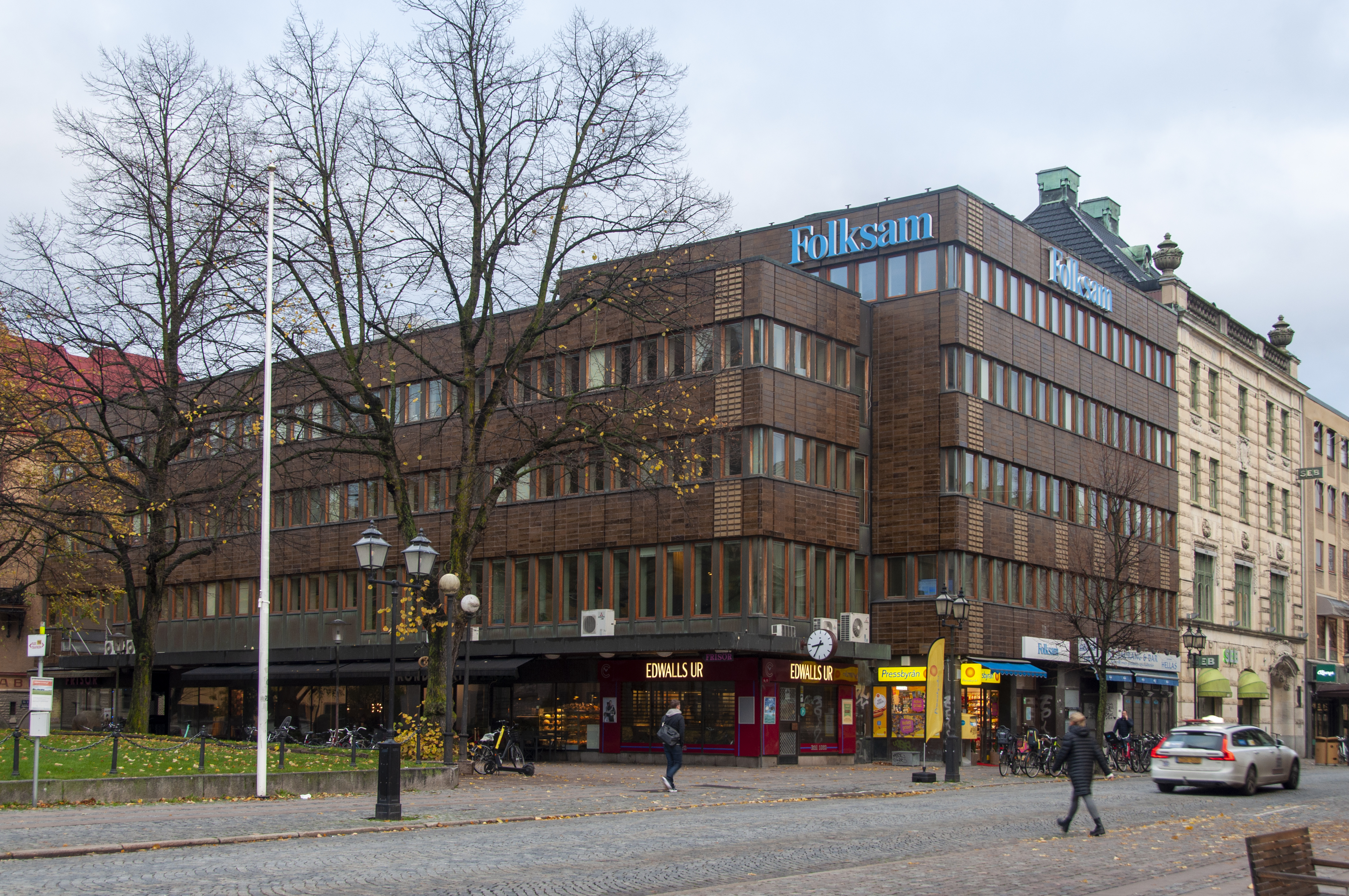
Affärshus i Örebro